# Nacidos para creer (canción)
Nacidos para creer es el primer sencillo del nuevo álbum de la cantautora española Amaia Montero, lanzado el 26 de enero de 2018, que adelanta su cuarto álbum en solitario, que lleva el mismo nombre que la canción.
Tras tres años de silencio, Amaia Montero, sorprende a sus fanáticos por medio de las redes sociales con una canción diferente a la que tenía acostumbrados a sus millones de seguidores que van desde España hasta América, una canción que la propia Amaia define como un “striptease emocional” , donde a través de Instagram, publicaba las imágenes del photoshoot de su más reciente trabajo discográfico. Cabe destacar que el vídeo, a 7 meses de su lanzamiento ya suma más de 6 millones de visitas en la plataforma cibernética de YouTube, haciéndolo ya un éxito en la carrera musical de la cantante.

## Acerca de la canción
La canción fue compuesta por Amaia Montero y su hermana, Idoia Montero, en colaboración con su primo, Benjamín Prado, quien también participó en la totalidad del álbum. En el tema, la española reflexiona sobre los comentarios y críticas que suele escuchar una mujer de su edad, 41 años, cuando está soltera.
"Nacidos para creer' es el resumen de ese viaje lleno de idas y venidas, un autorretrato con muchas caras, una confesión, una radiografía, un desnudo integral de la parte de adentro...", aclara.
“El día que Amaia Montero me puso esa melodía avasalladora en su casa fue como agarrar unos cables de alta tensión: era emocionante, sutil y feroz a un tiempo; poseía la contundencia de lo que te pone fuera de combate con un solo golpe”, asegura Prado.
Y es que como ambos son familia, se conocen con sus fuertes y sus debilidades. El escritor lo tiene claro sobre ella, “es un ser humano sin trampa ni cartón, insegura como todos los perfeccionistas; hipersensible como todos los creadores de verdad, los que se apuestan a sí mismos en la partida; es generosa y divertida siempre; arrogante o humilde según con quién se cruce; melancólica cuando mira hacia atrás e inteligente cuando mira a su alrededor”.

## Videoclip
Dos oficiales de policía arrestan a Amaia Montero, la meten en un patrullero y se la llevan directo a la cárcel. Allí le sacan fotos con la placa y le dan un mono naranja, clásico de una cárcel estadounidense. Luego es encerrada en una celda de aislamiento donde se le ve cantando, escribiendo y llorándole a un póster de la torre Eiffel. Acto seguido se le ve armando una coreografía con varias prisioneras. En el desenlace del vídeo vemos a Amaia saliendo de la cárcel y yendo hacía una mujer, su hermana Idoia, encima de un coche, de la cual se intuye, pagó su fianza. El vídeo finaliza con ambas mujeres en el coche conduciendo en un atardecer.
Con el vídeo de Nacidos para creer, Amaia Montero presenta su nuevo proyecto, en el que vuelve a trabajar con el productor sueco Martin Terefe, que se encargó de la producción de su anterior álbum.

## Listas de ventas
| País        | Posición |
| ----------- | -------- |
| España      | 1        |
| Costa Rica  | 1        |
| Chile       | 1        |
| Argentina   | 1        |
| El Salvador | 2        |
| Honduras    | 2        |
| Perú        | 6        |
| Panamá      | 6        |
| Colombia    | 10       |
| México      | 13       |

## Posiciones España
| Posición | 26 | 24 | 25 | 24 | 25 | 25 | 23 | 26 | 29 | 28 | 41 | 30 | 41 | 47 | 27 | 39 | 26 | 21 | 23 | 23 | 36 | 29 | 28 |

| Posición | 6 | 7 | 50 | 40 |

| Posición | 26 | 19 | 50 | OUT |

| Posición | 83 |

| Posición | 1 |

| Posición | 1 |

| Posición | 1 |

## Posiciones Latinoamérica
| Posición | 78 |

| Posición | 5 |

| Posición | 5 |